# Eugen Fink
Eugen Fink (Constança, 11 de dezembro de 1905 — Freiburg im Breisgau, 25 de julho de 1975) foi um filósofo alemão, considerado uma das figuras-chave da fenomenologia. Fink influenciou particularmente os fenomenólogos franceses, sobretudo Merleau-Ponty, que escreveu: “A melhor formulação da redução [fenomenológica] provavelmente foi feita por Eugen Fink". Para Jacques Derrida, Fink estabeleceu "um lugar único e irredutível ao lado de Nietzsche, Husserl e Heidegger".

## Biografia
Fink nasceu em Konstanz, Alemanha, em 11 de dezembro de 1905, o quarto de seis filhos. Durante a Primeira Guerra Mundial, ele e seu irmão Karl August Fink, mais tarde teólogo católico e historiador da igreja, foram enviados para morar com um tio que se revelaria formador de sua educação. Fink também foi capaz de se valer da ampla biblioteca de seu tio, onde descobriu Kant e Nietzsche e começou a refletir sobre o significado da existência.
Em 1918, Fink entrou para o ensino médio no prestigioso Ginásio humanístico de Konstanz (frequentado também por Heidegger), pulando duas séries e destacando-se por sua extraordinária memória. Depois de passar no exame de admissão à universidade em segundo lugar em sua classe, ele começou seus estudos universitários em Münster no semestre de verão de 1925.

### Aluno e continuador de Husserl
Entre suas aulas naquele primeiro semestre estava "Problemas básicos de lógica" de Husserl. Aparentemente, Fink não fazia anotações em aula. Jan Patočka relata que Husserl percebeu isso e pensou sarcasticamente: "Isso vai produzir 'ótimos' resultados quando ele vier para os exames". Contudo, na época dos exames, Fink “recitou as aulas como se estivesse lendo um livro.”
Fink continuaria a impressionar Husserl nos anos seguintes, frequentando todos os cursos de Husserl (exceto quando Fink estava em Berlim) até que Husserl se aposentou em 1928. Em fevereiro de 1928, Fink apresentou um ensaio premiado. Em 1928, Husserl pediu a Fink para se tornar seu segundo assistente de pesquisa.
1928 também foi o ano em que Heidegger veio para Friburgo como o sucessor de Husserl. Por esta altura, Heidegger não era mais apenas rumores de ser um "rei oculto"; a publicação de Ser e Tempo em 1927 o estabeleceu como um dos mais importantes filósofos vivos. O próprio Fink já havia começado a ler o livro de Heidegger em 1927. Agora, enquanto trabalhava ao lado de Husserl, ele também foi capaz de testemunhar o herdeiro filosófico de Husserl em ação.

### A influência de Heidegger
Fink frequentou os cursos de Heidegger de 1928 a 1931. Ele esteve presente no famoso debate de Heidegger com Ernst Cassirer em Davos. Dois desses cursos em particular, Einleitung in die Philosophie de Heidegger (Introdução à filosofia) e Os conceitos fundamentais da metafísica foram, sem dúvida, grandes catalisadores para o desenvolvimento da filosofia de Fink, sobretudo para seu desenvolvimento sobre o jogo.
É a esse respeito que podemos começar a entender a dedicação posterior de Heidegger de Os Conceitos Fundamentais da Metafísica a Fink: "In Memory of Eugen Fink. Ele ouviu esta palestra com reticência pensativa e, ao fazê-lo, experimentou algo impensado de sua autoria que determinou seu caminho.”
Foi também nessa época que Fink conheceu Heidegger pessoalmente e iniciou um diálogo filosófico com ele. Heidegger lembrou mais tarde como Fink o impressionou naquele primeiro semestre.
À medida que Husserl e Heidegger se distanciavam, Husserl e Fink se aproximavam. Fink se tornou o único assistente de Husserl em 1930, e em 1931, Husserl alegaria que, apesar do que Fink havia aprendido com Heidegger, Fink era "o único aluno que permaneceu leal" a ele.

## Trabalhos publicados
- Vom Wesen des Enthusiasmus, Freiburg 1947
- Nachdenkliches zur ontologischen Frühgeschichte von Raum - Zeit -Bewegung, Den Haag 1957
- Alles und Nichts, Den Haag 1959
- Spiel als Weltsymbol, Stuttgart 1960
- Nietzsches Philosophie, Stuttgart 1960
- Metaphysik und Tod, Stuttgart 1969
- Heraklit. Seminar mit Martin Heidegger, Frankfurt/Main 1970
- Erziehungswissenschaft und Lebenslehre, Freiburg 1970
- Sein und Mensch. Vom Wesen der ontologischen Erfahrung, Freiburg 1977
- Grundfragen der systematischen Pädagogik, Freiburg 1978
- Grundphänomene des menschlichen Daseins, Freiburg 1979
- Grundfragen der antiken Philosophie, Würzburg 1985
- Welt und Endlichkeit, Würzburg 1990
- Hegel, Frankfurt 2006